# Reiner Dick
Reiner Dick (* 27. September 1940 in Duisburg; † 13. März 1974 in Vaals, Niederlande) war Professor für Betriebswirtschaftslehre der Universität Dortmund.

## Biographie
Dick studierte von 1960 bis 1964 Betriebswirtschaftslehre an der Universität Köln. Dort promovierte er bei Erich Gutenberg mit einer Arbeit Zur Prozeßplanung der Fließfertigung. Nach der Promotion blieb er noch zwei Jahre als wissenschaftlicher Assistent am Seminar für Allgemeine und Industrielle Betriebswirtschaftslehre in Köln. Nach Emeritierung Gutenbergs ging Dick 1968 an die Technische Hochschule Aachen zu H.-J. Zimmermann am Lehrstuhl für Unternehmensforschung. In Aachen habilitierte Dick Mitte 1972 mit einer Arbeit zu Quantitativen Modellen zur Lösung betriebswirtschaftlicher Standortprobleme und ihrer Einordnung in eine entscheidungsorientierten Standtorttheorie. Seine Ernennung zum wissenschaftlichen Rat und Professor für Betriebswirtschaftslehre der Universität Dortmund erfolgte zum 1. August 1973.

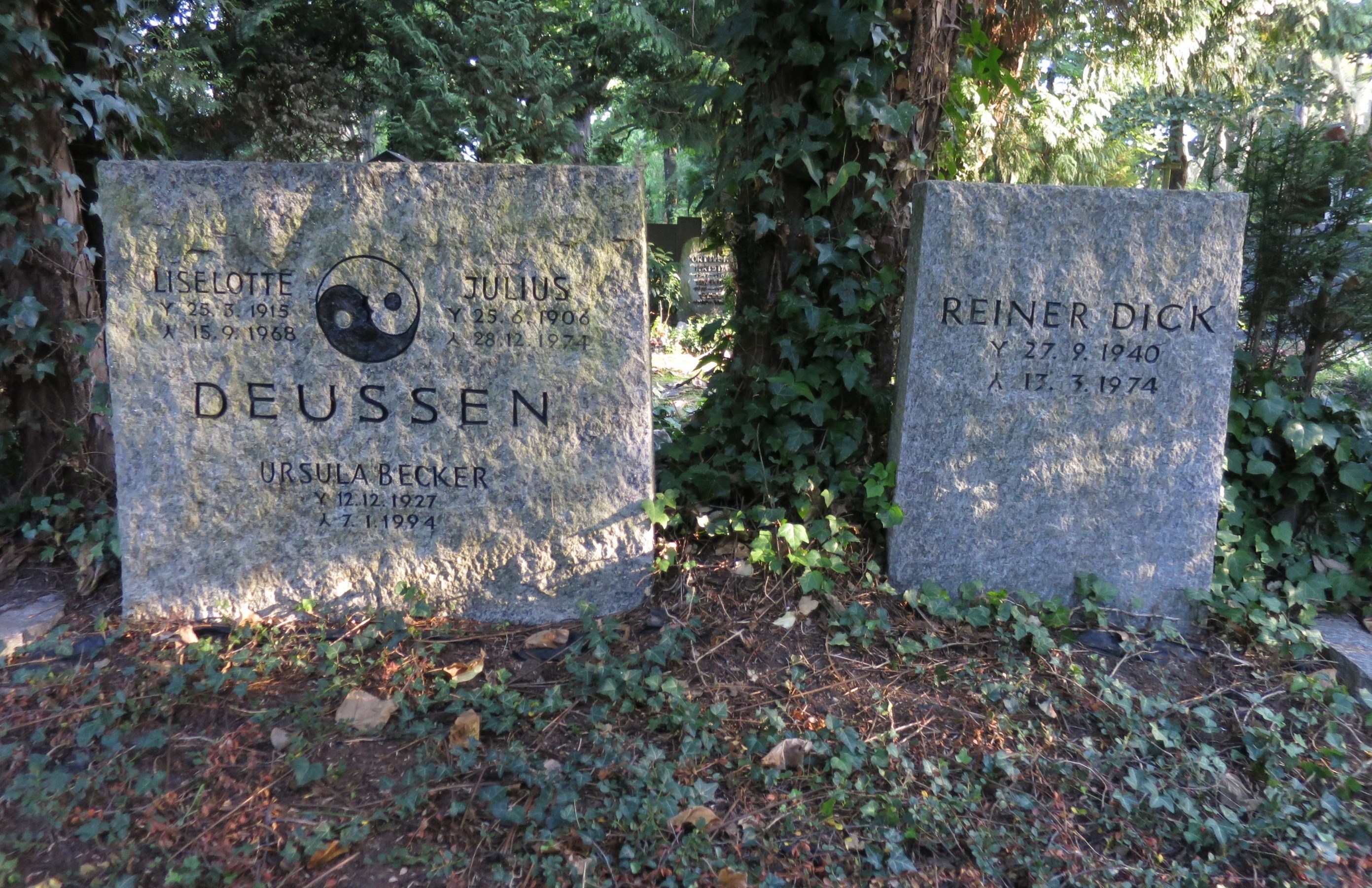
Grabstätte Reiner Dick und Deussen

Die Forschungen Dicks beschäftigten sich vor allem mit der betriebswirtschaftlichen Planung, insbesondere der elektronischen Datenverarbeitung und Operations Research.
Dick starb 1974 im Alter von 33 Jahren. Seine Grabstätte befindet sich auf dem Kölner Friedhof Melaten (Flur 55).

## Werke
- Zur Prozeßplanung der Fließfertigung, Köln 1966
- Forschungsplanung mit GERT, mit H. Völzgen, in Zfb 1969, S. 515–530
- Zur Bestimmung der optimalen Blockgröße bei Datenfernübertragung, mit K. Kuhn in Elektronische Datenverarbeitung, 1969, S. 424–430
- Zur allgemeinen Standorttheorie und Standortplanung in Zfb 1971, S. 553–557
- Stochastische Lineare Optimierung – Das Verteilungsproblem und verwandte Fragestellungen, mit Wolfgang Bühler, in Zfb 1972, S. 677–692
- Stochastische Lineare Optimierung – Das Chance-Constrained-Modell und das Kompensationsmodell, mit Wolfgang Bühler, Zfb 1973, S. 101–120

## Quelle
- Prof. Dr. Thomas Reichmann, Mitteilungen – Professor Dr. Reiner Dick †, in ZfbF 1975, S. 60

| Personendaten    | Personendaten                                            |
| ---------------- | -------------------------------------------------------- |
| NAME             | Dick, Reiner                                             |
| KURZBESCHREIBUNG | deutscher Ökonom, Professor für Betriebswirtschaftslehre |
| GEBURTSDATUM     | 27. September 1940                                       |
| GEBURTSORT       | Duisburg                                                 |
| STERBEDATUM      | 13. März 1974                                            |
| STERBEORT        | Vaals, Niederlande                                       |